# 9023 Mnesthus
9023 Mnesthus (1988 RG1) là các thiên thạch Jupiter được phát hiện vào ngày 16 tháng 10 năm 1977 bởi C. S. Shoemaker và E. M. Shoemaker tại viện nghiên cứu Palomar.

## Link ngoài
- JPL Small-Body Database Browser ngày 9023 Mnesthus